# Enda Walsh
Enda Walsh (Dublino, 1967) è un commediografo e sceneggiatore irlandese.

## Biografia
Nel 1996 ha scritto il dramma Disco Pigs, che ha ottenuto successo mondiale. Nel 2008 ha collaborato con Steve McQueen alla stesura della sceneggiatura del film Hunger.